# Сирык, Кузьма Васильевич
Кузьма Васильевич Сирык (14.07.1909, Хмельницкая область — 16.02.1994) — командир отделения 1132-го стрелкового полка, сержант — на момент представления к награждению орденом Славы 1-й степени.

## Биография
Родился 1 июля 1909 года в селе Новолабунь Полонского района Хмельницкой области. Украинец. Работал в колхозе. С июля 1941 года по март 1943 года находился на временно оккупированной территории.
В апреле 1944 года призван в Красную Армию и направлен на фронт стрелком 1132-го стрелкового полка 336-й стрелковой дивизии. Окончил курсы снайперов. В составе 60-й армии 1-го Украинского фронта освобождал западную Украину, Польшу. Был награждён двумя медалями «За отвагу».
23 января 1945 года в ходе Сандомирско-Силезской операции в районе деревни Плозы стрелок 1132-го стрелкового полка младший сержант Сирык, заменив погибшего командира взвода, повел бойцов в атаку. В результате было уничтожено до 10 противников.
Был представлен к ордену Богдана Хмельницкого 3-й степени, но 15 мая 1945 года награждён орденом Славы 2-й степени.
Принимал участие в Нижнесилезской наступательной операции. Будучи командиром отделения 1-го стрелкового батальона 1132-го стрелкового полка сержант Сирык 15 февраля 1945 года принимал участие в бою за населённый пункт Беркирх. Выдвинувшись впереди боевых порядков подразделения он уничтожили из снайперской винтовки 15 противников, затем обнаружил и убил вражеского снайпера. После этого подкрался к дому, из которого вёл огонь немецкий пулемёт, и поджёг его застрелив при этом троих выскочивших из него противников.
Приказом командира 336-й стрелковой дивизии от 14 марта 1945 года сержант Сирык награждён орденом Славы 3-й степени.
Боевую деятельность закончил участием в освобождении Чехословакии в ходе Моравско-Остравской и Пражской наступательных операций.
18 апреля 1945 года сержант Сирык со своим отделением в числе первых ворвался в село Хлебичов и уничтожил 12 противников. При взятии населённого пункта Арноштов подкрался к сараю, в котором засели вражеские солдаты, броском гранаты уничтожил четверых из них, ещё троих взял в плен.
30 апреля 1945 года сержант Сирык Кузьма Васильевич повторно был награждён орденом Славы 3-й степени.
Указом Президиума Верховного Совета СССР от 4 июля 1973 года был перенаграждён орденом Славы 1-й степени.
За освобождение города Опава награждён орденом Отечественной войны 2-й степени.
В 1945 году демобилизован. Вернулся в село Юровщина Полонского района Хмельницкой области, где работал в колхозе.
Награждён орденами Отечественной войны 1-й и 2-й степени, Славы 1-й, 2-й и 3-й степени, медалями.
Умер 16 февраля 1994 года.